# Ludovico Buglio
Ludovico Buglio (Mineo 1606 - Pequín 1682), jesuïta italià, missioner a la Xina a finals de la dinastia Ming i principis de la Qing.

## Biografia
Ludovico Buglio va néixer el 26 de gener de 1606 a Mineo, Catania. Fill de Mario, baró de Burgio, Bifara i Favorottta, i d'Antonia Gravina Isfar Corilles, filla del marqués de Francofonte.
De molt jove (sis anys) va ser acollit per l'Orde de Malta, però el 20 de novembre de 1622 ve decidir entrar al noviciat de la Companyia de Jesús. Va estudiar a Palerm i a Roma i va fer de professor a Ancona i a Fermo.
El 13 d'abril de 1635 amb altres missioners, entre les que hi havia Francesco Brancati i Girolamo Gravina va viatjar de Lisboa cap a Macau.
A la Xina va utilitzar el nom de 利類思 Li Leisi. i va obtenir el títol o grau de mandarí.
Va morir el 7 d'octubre de 1682 a Pequín, amb un funerals especialment solemnes per voluntat de l'emperador Kangxi.

### Activitat apostòlica
El 1636 va arribar a Macau on va estudiar xinès i a l'any següent va ser enviat a la missió de Nanjing, província de Jiangsu, al centre-est de la Xina.
El 1640 fa fundar la missió de Chengdu, capítal de la província de Sichuan a la zona centre-oriental del país.
Per facilitar la seva activitat apostòlica va traduir al xinès els tres llibres litúrgics de l'Església Catòlica Romana: el Missal (1670), el Breviari (1674) i el Ritual Romà (1675) i una part important de la "Summa Theologica" de Sant Tomàs d'Aquino, publicada a Pequín entre 1654 i 1657.
Per la formació dels clergues xinesos va escriure diverses obres sobre aspectes teològics i litúrgics.

### Activitat literària i científica
Buglio va tenir especial interès en la difusió a la Xina de la ciència i cultura europees i entre saltres va escriure amb Magalhães i Verbiest " Memória compendiosa sobre os lugares ocidentais” (1668) i una part de "Ornithologiae sive de avibus historiae", d'Ulisse Aldrovandi.
Amb en Gabriel de Magalhães van treballar en temes de matemàtiques i astronomia i van construir dues esferes de bronze: una esfera terrestre i una esfera celeste.
Buglio i Magalhães també van formar part d'un equip de jesuïtes astrònoms, amb Nicolas Smogulecki i Johann Grueber que va col·laborar en la confecció i reforma del calendari imperial que va dirigir Johann Adam Schall von Bell que aleshores era assessor de l'emperador Shunzhi i Director de l'Observatori Imperial i del Tribunal de Matemàtiques. Malgrat aquesta col·laboració posteriorment Buglio i Magalhães van tenir una confrontació amb Schall al creure que el calendari incorporava supersticions i elements astrològics.
També va escriure una breu biografia del seu company en la missió, el jesuïta portuguès Gabriel de Magalhães, i diverses memòries i cartes.
Hi ha un estudi sobre el retrat de Buglio que identifica elements de la vestimenta significatius de la seva posició i activitat a la Xina.